# Tian Tao
Tian Tao (en chino: 田涛; Yichang, 8 de abril de 1994) es un deportista chino que compite en halterofilia.
Participó en los Juegos Olímpicos de Río de Janeiro 2016, obteniendo una medalla de plata en la categoría de 85 kg. Ganó dos medallas en el Campeonato Mundial de Halterofilia, oro en 2019 y plata en 2018, ambas en la categoría de 96 kg.
En julio de 2019 estableció una nueva plusmarca mundial en dos tiempos de la categoría de 96 kg (231 kg).

## Palmarés internacional
| Juegos Olímpicos   | Juegos Olímpicos        | Juegos Olímpicos | Juegos Olímpicos |
| Año                | Lugar                   | Medalla          | Categoría        |
| ------------------ | ----------------------- | ---------------- | ---------------- |
| 2016               | Río de Janeiro (Brasil) | Medalla de plata | 85 kg            |
| Campeonato Mundial |                         |                  |                  |
| Año                | Lugar                   | Medalla          | Categoría        |
| 2018               | Asjabad (Turkmenistán)  | Medalla de plata | 96 kg            |
| 2019               | Pattaya (Tailandia)     | Medalla de oro   | 96 kg            |